# Carolinacetus
Carolinacetus — вимерлий протоцетидний ранній кит, знайдений у формації затоки Тупело (від 40.4 до 37.2 млн років тому) в окрузі Берклі, Південна Кароліна.
Carolinacetus відомий за неповним черепом з частинами правого внутрішнього вуха, відокремленим рострумом і частинами обох нижньої щелепи з 11 зубцями. Від посткраніума збереглися 13 хребців і 15 ребер. Голотип був зібраний у 1994 році.